# Talsperre Kiew Kho Ma
Die Talsperre Kiew Kho Ma (thailändisch เขื่อนกิ่วคอหมา) ist eine Talsperre mit Wasserkraftwerk im Landkreis Chae Hom, Provinz Lampang, Thailand. Sie staut den Wang zu einem Stausee auf. 
Die Talsperre dient dem Hochwasserschutz, der Bewässerung, der Trinkwasserversorgung und der Stromerzeugung. Mit ihrem Bau wurde 2005 begonnen; sie wurde 2010 fertiggestellt.

## Absperrbauwerk
Das Absperrbauwerk ist ein Erdschüttdamm mit einer Höhe von 43,5 m. Die Länge der Dammkrone beträgt 500 m; sie liegt auf einer Höhe von 355,5 m über dem Meeresspiegel. Die Breite des Hauptdamms liegt bei 275 m an der Basis und bei 8 m an der Krone.
Der Hauptdamm verfügt sowohl über einen Grundablass als auch über eine Hochwasserentlastung. Über die Hochwasserentlastung können maximal 1209 m³/s abgeleitet werden. Die Hochwasserentlastung befindet sich auf der rechten Seite des Hauptdamms in einer Entfernung von ungefähr 100 m.
Rechts von der Hochwasserentlastung liegt in ca. einem Kilometer Entfernung ein Nebendamm. Die Länge der Dammkrone beträgt 300 m. Die Breite des Nebendamms liegt bei 102 m an der Basis und bei 6 m an der Krone.

## Stausee
Beim normalen Stauziel von 350,20 m erstreckt sich der Stausee über eine Fläche von rund 7925 Rai (12,68 km²) und fasst 170 Mio. m³ Wasser. Beim minimalen Stauziel von 325 m liegt die Fläche bei 1063 Rai (1,7 km²) und das Volumen bei 6,2 Mio. m³; beim maximalen Stauziel von 352,90 m betragen die entsprechenden Werte 9600 Rai (15,36 km²) und 208,6 Mio. m³.

## Kraftwerk
Die installierte Leistung des Kraftwerks beträgt mit drei Turbinen 5,5 MW; zwei Turbinen haben eine maximale Leistung von 2,5 MW, die dritte leistet maximal 0,5 MW. Die Jahreserzeugung liegt bei 33,42 (bzw. 50,657 oder 69,37) Mio. kWh. Das Maschinenhaus befindet sich am Fuß des Hauptdamms.
Das Kraftwerk ist im Besitz der Electricity Generating Authority of Thailand (EGAT) und wird auch von dieser betrieben.